# 東京創価小学校

学園旗

東京創価小学校（とうきょうそうかしょうがっこう）は、東京都小平市上水新町二丁目に所在するの私立小学校。

## 概要
学校法人創価学園が同じく東京都内にある創価中学校および創価高等学校とともに設置・運営する小学校。
在籍する児童・生徒のほとんどは創価学会の信者（いわゆる創価学会員）である。ただし、学会員以外も入学・在籍・卒業でき、入学試験の採点や児童・生徒に対する処遇、成績評価等の面で信者・非信者の区別は一切無い。

## 沿革
- 1978年 - 東京創価小学校を開校する。
- 2005年 - 学校制服を改定する。
- 2007年 - リフォーム工事

## 教育方針
- 低学年のモットーは「明るい子」「思いやりのある子」「ねばり強い子」
- 高学年のモットーは「闊達」「友情」「根性」

## 3大行事
- 7月17日 - 栄光の日 記念集会
- 10月10日 - 情熱の日 記念運動会・記念集会
- 11月18日 - 英知の日 記念集会・記念児童祭、創立記念日

これらの行事で行われる記念集会は全て創価中学・高等学校との合同集会である（上記の日付は、すべてそれぞれの集会に相応する記念日であり、実際の行事が行われる日は前後する）。

## 交通
- 西武国分寺線鷹の台駅より徒歩15分
- JR中央線快速国立駅北口3番乗り場より 立川バス国24-2・国24-3・国24-4 「東京創価小学校」下車

## 同窓会
- 卒業生の集まりとして「創栄会」がある。
- 毎年9月に創価大学において「創価教育同窓の集い」が開催されている。
- その他、随時「栄光大会」「○期生大会」が開催される。

## 著名な卒業生
- 長井秀和 - 漫談師
- 柳田伸明 - Jリーグコーチ
- 今立進 - お笑いタレント（エレキコミック）
- 石原さとみ - 女優

## 課外クラブ
- パリブラスバンド　（吹奏楽部）
- フローレンス合唱団
- サッカー部（創価ロケットSC)の最高成績は東京都大会準優勝　（男女あります）
- バスケットボール部
- 美術部(ロータス美術クラブ)
- ソフトバレーボール部
- 野球部
- 書道部

## 系列校
- 日本
  - 学校法人創価学園
    - 創価中学校・高等学校
    - 関西創価中学校・高等学校
    - 関西創価小学校
    - 札幌創価幼稚園

  - 学校法人創価大学
    - 創価大学
    - 創価女子短期大学
- アメリカ合衆国
  - アメリカ創価大学
- ブラジル
  - ブラジル創価学園（小学校 中学校 高校）
  - ブラジル創価幼稚園
- 香港
  - 香港創価幼稚園
- 韓国
  - 韓国幸福幼稚園
- マレーシア
  - マレーシア創価幼稚園
- シンガポール
  - シンガポール創価幼稚園

## エピソード
- 開校時より、タレント萩本欽一の弟、萩本悦久が教諭を経て2003年まで校長を務めた[1]。